# Bruksvallarna
Bruksvallarna est une localité de Suède dans la commune de Härjedalen située dans le comté de Jämtland.
Sa population était de 220 habitants en 2019.